# Andreas Bourani
Andreas Bourani, właśc. Andreas Stiegelmair (ur. 2 listopada 1983 w Augsburgu) – niemiecki piosenkarz oraz autor tekstów piosenek.

## Życiorys
Rodzice Andreasa są Egipcjanami, jednak on sam został adoptowany zaraz po urodzeniu przez rodzinę z Augsburga. Ukończył St. Stephan Gymnasium i studiował w prywatnej szkole muzycznej Downtown Music Institute, gdzie pobierał lekcje śpiewu. W 2008 roku wyjechał z Monachium do Berlina. W 2010 roku podpisał kontrakt płytowy z Universal Music i występował jako support Philippa Poisela oraz Culcha Candela.
W czerwcu 2011 roku ukazał się debiutancki album Andreasa zatytułowany Staub & Fantasie. Krążek dotarł do 23. miejsca na liście najlepiej sprzedających się albumów w Niemczech. Album promowały dwa single, wydany 17 maja 2011 roku „Nur in meinem Kopf” oraz „Eisberg” z którym reprezentował Bawarię podczas Bundesvision Song Contest. Ostatecznie zajął 10. miejsce.
Drugi album studyjny Bouraniego pt. Hey został wydany 9 maja 2014 roku. Z albumu pochodzi singel Auf uns, który stał się przebojem w krajach niemieckojęzycznych oraz był puszczany przez telewizję ARD podczas relacji z Mistrzostw Świata w Piłce Nożnej 2014 w Brazylii. Po zwycięstwie niemieckiej drużyny w finale, piosenka była puszczana na stadionie Maracanã, a po powrocie zawodników do kraju Andreas wykonał utwór w Berlinie podczas koncertu na żywo.
W maju 2015 roku ogłoszono, że Bourani zastąpi wokalistę zespołu Sunrise Avenue Samu Habera na stanowisku jurora w programie The Voice of Germany.

## Dyskografia

### Albumy
| Rok  | Tytuł            | Notowania    | Notowania    | Notowania    | Uwagi                                        |
| Rok  | Tytuł            | DE           | AT           | CH           | Uwagi                                        |
| ---- | ---------------- | ------------ | ------------ | ------------ | -------------------------------------------- |
| 2011 | Staub & Fantasie | 23 (20 tyg.) | 27 (9 tyg.)  | 22 (4 tyg.)  | Premiera: 10 czerwca 2011 Sprzedaż: +100 000 |
| 2014 | Hey              | 3 (... tyg.) | 3 (... tyg.) | 3 (... tyg.) | Premiera: 9 maja 2014 Sprzedaż: +415 000     |

### Single
| Rok  | Tytuł                                                           | Najwyższa pozycja | Najwyższa pozycja | Najwyższa pozycja | Uwagi                                              |
| Rok  | Tytuł                                                           | DE                | AT                | CH                | Uwagi                                              |
| ---- | --------------------------------------------------------------- | ----------------- | ----------------- | ----------------- | -------------------------------------------------- |
| 2011 | Nur in meinem Kopf Staub & Fantasie                             | 16 (35 tyg.)      | 13 (3 tyg.)       | 15 (2 tyg.)       | Premiera: 20 maja 2011 Sprzedaż: + 150.000         |
| 2011 | Eisberg Staub & Fantasie                                        | 47 (8 tyg.)       | 56 (1 tyg.)       | –                 | Premiera: 23 września 2011                         |
| 2014 | Auf uns Hey                                                     | 1 (80 tyg.)       | 1 (71 tyg.)       | 2 (… tyg.)        | Premiera: 25 kwietnia 2014 Sprzedaż: + 690.000     |
| 2014 | Auf anderen Wegen Hey                                           | 4 (53 tyg.)       | 5 (36 tyg.)       | 29 (27 tyg.)      | Premiera: 23 października 2014 Sprzedaż: + 165.000 |
| 2015 | Hey                                                             | 30 (25 tyg.)      | 46 (2 tyg.)       | 36 (2 tyg.)       | Premiera: 29 maja 2015                             |
| 2015 | Schlaflied Sing meinen Song – Das Tauschkonzert Vol.2 (Sampler) | 48 (1 tyg.)       | –                 | –                 | Premiera: 12 czerwca 2015 Oryginał: Die Prinzen    |
| 2015 | Ultraleicht Hey                                                 | 45 (12 tyg.)      | 71 (1 tyg.)       | 50 (1 tyg.)       | Premiera: 3 lipca 2015                             |